# Cercidium texanum
Cercidium texanum är en ärtväxtart som beskrevs av Asa Gray. Cercidium texanum ingår i släktet Cercidium och familjen ärtväxter. Inga underarter finns listade i Catalogue of Life.